# Beacán
Beacán (llamada oficialmente Santa María de Beacán) es una parroquia del municipio español de La Peroja, en la provincia de Orense, Galicia.

## Organización territorial
La parroquia está formada por ocho entidades de población:
- Airoá de Beacán
- Cascallal
- Casferreiro
- Casgutierre
- Caspicón
- Fontao (O Fontao)
- Outeiro de Beacán (O Outeiro de Beacán)
- Valdomar (Baldomar)

## Demografía
| Gráfica de evolución demográfica de Beacán entre 2000 y 2023 |
|                                                              |
| Datos según el nomenclátor publicado por el INE.             |